# Iain Matthews
Iain Matthews (16 de junio de 1946), nacido como Ian Matthews MacDonald, es un músico y cantautor británico. Fue miembro original de la banda británica de folk-rock Fairport Convention de 1967 a 1969, antes de abandonarla para formar su propia banda, Matthews Southern Comfort, que obtuvo un número uno en el Reino Unido en 1970 con una versión de la canción "Woodstock" de Joni Mitchell. En 1979, su versión de "Shake It", de Terence Boylan, alcanzó el número 13 en las listas estadounidenses.

## Primeros años
La familia de Matthews se trasladó a Scunthorpe (Lincolnshire) cuando él tenía doce años. Al dejar la escuela a los dieciséis años, trabajó inicialmente como aprendiz de rotulista para una empresa local de pintura y decoración. Durante la explosión de la música pop británica de mediados de la década de 1960, cantó con varias bandas locales en Scunthorpe y luego se trasladó a Londres en la primavera de 1965, aceptando un trabajo en una zapatería de Carnaby Street, Ravel. En 1966 formó un trío, The Pyramid (más tarde solo Pyramid), una banda británica de música surf de corta duración, con Al Jackson y Steve Hiett (nacido en 1940, fallecido en 2018), que más tarde se convirtió en un fotógrafo de moda de renombre mundial. The Pyramid lanzó un sencillo, "Summer of Last Year" en enero de 1967, en Deram Records. Una canción restante, "Me About You", apareció en el álbum recopilatorio Orphans & Outcasts Volume 3 de Matthews en 1999.

## Carrera

### Fairport Convention
En el invierno de 1967, Matthews fue reclutado por Ashley Hutchings como vocalista masculino de Fairport Convention, donde cantó con Judy Dyble en su primer álbum autotitulado Fairport Convention y luego con Sandy Denny en What We Did On Our Holidays. Durante la grabación de Unhalfbricking en 1969, cuando Fairport extraía cada vez más su material del repertorio folclórico tradicional británico, Matthews se enteró de que no había sido invitado a una sesión de grabación y, tras una breve discusión con el productor Joe Boyd y Ashley Hutchings, dejó la banda y emprendió una dirección musical propia.

### Matthews Southern Comfort
En 1969 Matthews grabó su primer álbum en solitario, Matthews' Southern Comfort, que tenía sus raíces en la música country americana y el rockabilly. Hizo el álbum con sus ex colegas de Fairport Richard Thompson, Simon Nicol y Ashley Hutchings, además del guitarrista Mark Griffiths, los bateristas Ray Duffy y Gerry Conway, el guitarrista de pedal steel Gordon Huntley, y los teclistas Dolly Collins y Roger Coulam. Esta fue su primera experiencia significativa como compositor, aunque la banda también versionó canciones de Neil Young e Ian & Sylvia. A continuación, formó una banda de trabajo, Matthews Southern Comfort (utilizando el nombre de su primer álbum, pero sin el apóstrofe), y publicó dos álbumes más en breve sucesión, Second Spring (1970 - UK #52) y Later That Same Year (1970).
La banda pasó por varias formaciones diferentes y realizó numerosas giras durante los dos años siguientes. Tuvieron un éxito comercial, una versión de "Woodstock" de Joni Mitchell que fue número uno en la UK Singles Chart en octubre de 1970. En Canadá se difundió mucho, llegando al número 5, y en Estados Unidos alcanzó el número 23 en la Billboard Hot 100 en 1971. Posteriormente, Matthews abandonó Southern Comfort, que pasó a publicar tres álbumes propios en Harvest Records.

### Plainsong
En 1971, Matthews grabó dos álbumes en solitario (If You Saw Thro' My Eyes y Tigers Will Survive), en Vertigo Records. Bajo el auspicio del ex Yardbird Paul Samwell-Smith, y rodeado de semi-folkies británicos con ideas afines (especialmente otro ex-Fairporter, Richard Thompson), formó Plainsong con Andy Roberts, anteriormente de The Liverpool Scene. La banda estaba formada por Matthews, Roberts, el guitarrista Dave Richards y el bajista estadounidense Bob Ronga.
En 1972 Plainsong publicó In Search of Amelia Earhart. El álbum incluía una versión de "Amelia Earhart's Last Flight" de Dave McEnery, además de una canción de Matthews, "True Story of Amelia Earhart's Last Flight". La canción se basa en una investigación que sugiere que Earhart pudo haber estado espiando en bases japonesas en las islas del Pacífico. También incluye "Even the Guiding Light", una respuesta a "Meet on the Ledge" de Thompson.

### Solista
Después de que Plainsong se derrumbara debido a los problemas de alcoholismo de un compañero de banda, y con su carrera ya asentada en Los Ángeles, Matthews publicó varios álbumes más con bandas ad hoc: Valley Hi (1973), producido por Michael Nesmith, (ex de The Monkees); Journeys from Gospel Oak y Some Days You Eat the Bear (1974); Go For Broke (1976) y Hit and Run (1977). Ninguno de ellos tuvo éxito comercial. Valley Hi incluía una versión de la canción de Steve Young "Seven Bridges Road", arreglada por Iain Matthews y Nesmith, creando una armonía multipista con todas las partes cantadas por Matthews. Esta versión se hizo famosa tras ser versionada en directo por The Eagles el 28 de julio de 1980 y publicada en Eagles Live. Ante la falta de éxito de sus álbumes, Iain Matthews pasó de Elektra a Columbia Records, al pequeño sello Rockburgh, donde consiguió un éxito en 1978 con una versión de "Shake It" de Terence Boylan, que alcanzó el número 13 en las listas de Estados Unidos y el número 6 en Canadá.
A continuación, tuvo un éxito moderado con la versión de "Give Me an Inch" de Robert Palmer. Sin embargo, los derechos norteamericanos de su álbum Stealin' Home y su continuación Siamese Friends estaban en manos del pequeño sello canadiense Mushroom. Cuando el propietario del sello, Shelly Siegel, murió en 1979, la asociación de Matthews con ese sello llegó a su fin. La canción "Shake It" se escucha al principio de la película de 1980 Little Darlings. También se puede escuchar en la radio en el juego The Warriors de Rockstar Games.
El sitio web oficial de Matthews afirma que en ese momento "llevaba casi 15 años luchando y seguía viviendo a duras penas, sin nada más que mostrar por sus esfuerzos que una serie de álbumes descatalogados, y la lealtad de aquellos músicos y fans que compartían su visión". Se trasladó de Los Ángeles a Seattle, donde se asoció con David Surkamp, antiguo miembro de la banda Pavlov's Dog de San Luis, para formar la banda de power pop Hi-Fi, cuyo repertorio incluía originales de Matthews, pero también versiones de "Mr. Soul" de Neil Young y "When You Were Mine" de Prince. Trabajó como A&R en Island Records y luego en Windham Hill Records.

### Carrera posterior
A partir de 1977, Fairport Convention celebró el Festival anual de Cropredy. A mediados de la década de 1980, hubo interés en revivir la banda y grabar nuevo material. Matthews fue invitado a actuar con ellos como parte de la banda, y en sus otros proyectos, en el Festival de Cropredy de 1986. Esto dio lugar a Walking a Changing Line (1988) en Windham Hill, un homenaje a Jules Shear de Jules and the Polar Bears. A continuación, Matthews se trasladó a Austin, Texas, y grabó varios álbumes para una serie de sellos independientes alemanes. Apareció con Andy Roberts en el Cambridge Folk Festival de 1992, lo que dio lugar a la primera de las que se convirtieron en varias versiones modificadas de Plainsong.
En el año 2000, Matthews se trasladó a Ámsterdam, donde se involucró en proyectos musicales independientes y colaboraciones, incluyendo la banda de tributo a Sandy Denny No Grey Faith (un anagrama de "Fotheringay", que era el nombre del castillo en el que estuvo encarcelada María I de Escocia, así como el título de una canción sobre el castillo que Denny había grabado para Fairport Convention, y el nombre de una banda de corta duración que Denny había liderado en la década de 1970), y otro renacimiento de Plainsong. Al trasladarse a Horst, en el sur de los Países Bajos, en 2008 produjo Joy Mining con el conjunto de jazz neerlandés Searing Quartet. En septiembre de 2010, publicó el primer álbum de Matthews Southern Comfort en 40 años y regresó a un gran sello discográfico.
Desde 2003, Matthews trabaja con el pianista y compositor neerlandés Egbert Derix. Se conocieron cuando Matthews, aficionado al jazz, acudió a un concierto del Searing Quartet de Derix en Cambrinus (Horst, Países Bajos). Matthews pidió a Derix que se uniera a él en la gira de 2003 de su álbum de 1970 If You Saw Thro' My Eyes. Tocaron una serie de conciertos con Eric Coenen (bajo), Arthur Lijten (batería) y Ad Vanderveen (guitarra). Después de la gira, Matthews y Derix empezaron a componer juntos, lo que dio como resultado el álbum Joy Mining de 2008, con el que Matthews y Derix crearon su propio sello: MatriX. En 2012, el álbum In the Now de Iain Matthews/Egbert Derix fue publicado por Verve Records. Joy Mining e In the Now se publicaron por separado en el Reino Unido y en Estados Unidos.
En diciembre de 2011 actuó como Matthews Southern Comfort con su banda neerlandesa en el 2º Great British Folk Festival en Butlins Skegness e interpretó un conjunto de canciones antiguas y nuevas. En enero de 2014, Matthews realizó una gira como parte de la banda Gene Clark No Other, interpretando el álbum de Gene Clark No Other con otros cantantes como Robin Pecknold de los Fleet Foxes.
En enero-febrero de 2015 Matthews y Derix realizaron una gira por California para promocionar los lanzamientos de sus álbumes en Estados Unidos. Los cineastas holandeses Peter Jong y Olivier Hamaker realizaron un documental sobre la realización de In the Now. También se puede escuchar a Matthews en el álbum en solitario de Egbert Derix Paintings in Minor Lila (2012), en el que aparece la música del grupo británico de rock progresivo Marillion. El álbum cuenta con contribuciones de Matthews, los cantantes de Marillion Fish y Steve Hogarth, y el saxofonista de Supertramp John Helliwell. Matthews fue vocalista invitado en 2011 en la gira de Helliwell/Derix Quintet en los Países Bajos. Matthews y Derix coescribieron ocho canciones para el álbum en solitario de Matthews, The Art of Obscurity (2013).

## Thro' My Eyes: A Memoir
En 2018 Iain Matthews publicó un libro autobiográfico Thro' My Eyes: A Memoir. El libro fue coescrito con el autor y locutor de Featherstone, Ian Clayton.
En el prefacio del libro, Clayton cuenta que un día de 2010 recibió un correo electrónico de Iain Matthews que había leído la versión original de su libro Bringing It all Back Home, una obra descrita por la revista Record Collector como "uno de los mejores libros sobre música popular jamás escritos". Matthews le dijo a Clayton que estaba pensando en publicar una autobiografía y le preguntó si consideraría escribirla. Pasaron varios años antes de que el proyecto acabara fructificando, aunque no como una biografía directa, sino como un libro coescrito a base de múltiples sesiones de trabajo conjunto durante varios días seguidos para capturar toda la información y los recuerdos.
Thro' My Eyes: A Memoir fue publicado por Route Publishing, con sede en Pontefract, en agosto de 2018, en dos ediciones: una edición estándar y una edición de lujo que también incluye Thro' My Eyes, una compilación exclusiva de 2CD con 23 canciones de toda la carrera de Matthews. El libro es un relato muy abierto y honesto de la vida y la carrera musical de Matthews: desde sus humildes comienzos en Barton-upon Humber y Scunthorpe, hasta su traslado a Londres en los años 60 y su incorporación a Fairport Convention, pasando por la formación de Matthews Southern Comfort en 1970 y su único éxito en el número 1 con su versión de "Woodstock" de Joni Mitchell, la formación de Plainsong con Andy Roberts en 1972, el paso de años en América como artista en solitario y el regreso a Europa en el año 2000 y la continuación de sus álbumes y giras hasta hoy. Cada capítulo está precedido por la letra de una de sus canciones.
En el libro, Matthews también habla de cómo veía y jugaba al fútbol de niño en Scunthorpe, de su fallida prueba como posible futbolista profesional en el Bradford Park Avenue y de su amor por el Manchester United de toda la vida. En una grabación de un concierto en directo de Plainsong en París en 2007, se ve cómo le dice al público que la letra de su canción "Busby's Babes", del álbum Pure And Crooked de 1990, se exhibe con orgullo en el Museo del Manchester United.
Matthews y Clayton promocionaron el libro en 2019 realizando una gira de conciertos por determinados lugares del Reino Unido. Titulada "Words And Music", la gira abarcó unos 11 locales en Inglaterra y Escocia en los que tanto Matthews como Clayton hablaron de varios episodios del libro y Matthews actuó en directo como artista en solitario; se le unió en el escenario durante una noche de la gira el antiguo compañero de banda de Plainsong Andy Roberts, en The Greys en Brighton.
Una versión en rústica del libro, con nuevas ilustraciones y una discografía actualizada, fue publicada por Route en marzo de 2021.